# Janet Dean
Janet Elizabeth Ann Dean, född 28 januari 1949 är en brittisk Labourpolitiker. Hon var parlamentsledamot för valkretsen Burton från 1997 till 2010.